# Roberto Ortiz

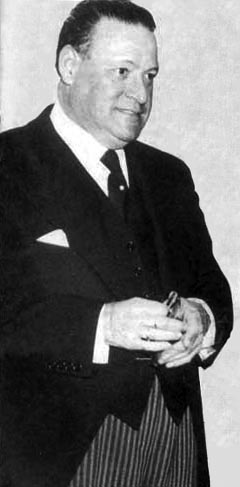
Roberto Ortiz

Roberto Ortiz, Jaime Gerardo Roberto Marcelino Maria Ortíz Lizardi, född 24 september 1886 i Buenos Aires död 15 juli 1942 var Argentinas president från den 20 februari 1938 till den 27 juni 1942.
Kort efter tillträdet insjuknade Ortíz i diabetes och han blev snabbt så sjuk att han i praktiken överlämnade makten till sin vicepresident Ramón S. Castillo. Endast några dagar före sin död avgick han från sitt ämbete och efterträddes av Castillo.

## Utmärkelser
- Kedja av Isabella den katolskas orden,  2 februari 1940[1][2]
- Storkorset med kedja av Finlands Vita Ros orden,  1 november 1940[3]

[Redigera Wikidata]